# Irina Sljusar
Irina Sljusar (rusko Ірина Слюсар), ukrajinska atletinja, * 19. marec 1963, Dniprodzeržinsk, Sovjetska zveza.
Ni nastopila na olimpijskih igrah. Na svetovnih prvenstvih je osvojila bronasto medaljo v štafeti 4×100 m leta 1987, kot tudi na evropskih prvenstvih leta 1986. Leta 1991 je prejela trimesečno prepoved nastopanja zaradi dopinga.